# Заклинательница акул
«Заклинательница акул» (англ. Dark Tide) — приключенческий триллер 2012 года совместного производства США и ЮАР. Мировая премьера (США, ограниченный показ в кинотеатрах) состоялась 30 марта 2012 года, в России — 12 апреля 2012 года.

## Создание
Съёмки начались в июле 2010 года в заливе Фалс-Бэй неподалёку от Кейптауна, ЮАР, и продолжались шесть недель. В съёмках принимали участие настоящие белые акулы. После этого на протяжении трёх недель в Великобритании, на студии англ. Pinewood Studios, доснимались отдельные подводные сцены.

## Сюжет
Кейт Мэтьюсон — опытный дайвер, специализирующаяся на психологии белых акул. Она выходит из защитной клетки и плавает с ними. Однажды одна из акул убивает напарника Кейт — Тембу, и с этих пор она прекращает погружения, и начинает заниматься обычными экскурсиями по поверхности океана.
Однажды на горизонте объявляется бывший муж Кейт — Джефф, который приводит к ней Брэди — миллионера, ищущего экстремальных развлечений. Сумма в сто тысяч евро решает всё, и Кейт снова готова к погружению, чтобы потешить самолюбие толстосума.

## В ролях
- Хэлли Берри — Кейт Мэтьюсон, «заклинательница акул»
- Оливье Мартинес — Джефф Мэтьюсон, бывший муж Кейт
- Ральф Браун — Брэди Росс, миллионер
- Люк Тайлер — Нэйт Хэдли
- Марк Элдеркин — Томми Филлипс, моряк
- Сизве Мсуту — Уолтер
- Токо Нцинга — Зуки

## Отзывы
Фильм получил крайне негативные отзывы. На сайте Rotten Tomatoes получил рейтинг 0% на основе 19 критиков, со средним баллом 2,6 из 10.